# 滨海泰乌勒
滨海泰乌勒（法語：Théoule-sur-Mer，法語發音：[teul syʁ mɛʁ]）是法国滨海阿尔卑斯省的一个市镇，位于该省最南端，地中海海滨，和瓦尔省接壤，属于格拉斯区。

## 地理
滨海泰乌勒（43°30'25"N, 6°56'24"E）面积10.49 平方千米，位于法国普罗旺斯-阿尔卑斯-蓝色海岸大区滨海阿尔卑斯省，该省份为法国东南部沿海省份，南濒地中海，西南至瓦尔省，西北接上普罗旺斯阿尔卑斯省，北部和东部与意大利接壤。
与滨海泰乌勒接壤的市镇（或旧市镇、城区）包括：芒德略拉纳普勒、聖拉斐爾。

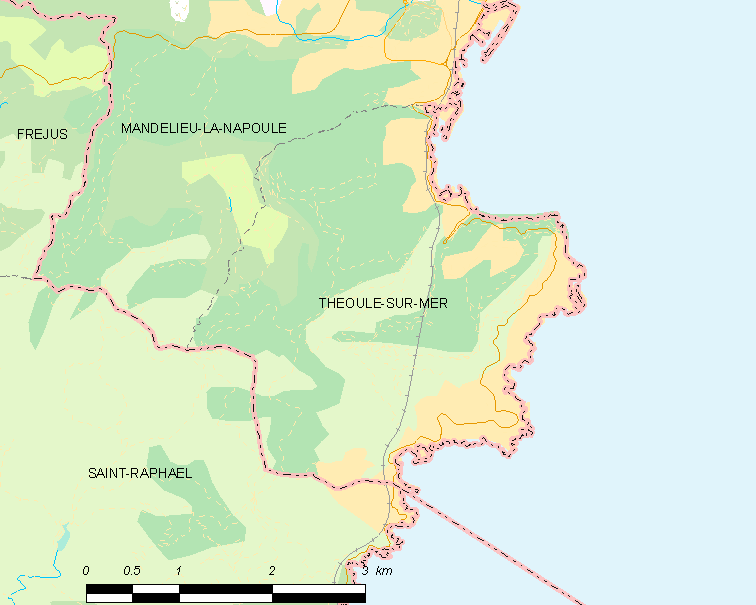
滨海泰乌勒的OSM定位图

滨海泰乌勒的时区为UTC+01:00、UTC+02:00（夏令时）。

## 行政
滨海泰乌勒的邮政编码为06590，INSEE市镇编码为06138。

## 政治
滨海泰乌勒所属的省级选区为芒德略拉纳普勒县。

## 人口

1962-2008年间滨海泰乌勒人口变化图示

滨海泰乌勒于2022年1月1日时的人口数量为1418人。